# Sabana Grande de Orituco
Pour les articles homonymes, voir Sabana et Orituco.
 (mars 2025).
Si vous disposez d'ouvrages ou d'articles de référence ou si vous connaissez des sites web de qualité traitant du thème abordé ici, merci de compléter l'article en donnant les références utiles à sa vérifiabilité et en les liant à la section « Notes et références ».
Sabana Grande de Orituco est la capitale de la paroisse civile de Soublette de la municipalité de José Tadeo Monagas dans l'État de Guárico, au Venezuela.